# 大越町
大越町（おおごえまち）は、福島県田村郡に置かれていた町。現在の田村市大越町地区。

## 概要
8世紀後半頃、蝦夷征討にやってきた坂上田村麻呂の軍が大声を上げて進軍したことが町名の由来。
かつては田村氏の家臣、大越氏によって支配されていた。たばこ産業が盛んであった地域であったが、時代とともに衰退していった。戦後には住友大阪セメントが操業を始め、人口が増加したが、2000年に工場は閉鎖され、産業の空洞化が進んでいる。

## 地理
- 山：高柴山、鳶ノ巣山、水晶山、大平山
- 河川：牧野川、堀越川、大滝根川

### 隣接していた自治体
- 田村郡
  - 小野町
  - 滝根町
  - 常葉町
  - 船引町

## 歴史

### 年表
- 1889年（明治22年）4月1日 - 町村制施行により大越村、七郷村が発足。
- 1915年（大正4年）3月21日 - 平郡西線（現在の磐越東線）三春 - 小野新町間が開業。
- 1942年（昭和17年）2月8日 - 大越村が町制施行し大越町となる。
- 1955年（昭和30年）4月1日 - 大越町が七郷村の一部を編入。七郷村の残部は他町村と合併して船引町を新設。
- 2005年（平成17年）3月1日 - 常葉町、滝根町、都路村、船引町と合併し、田村市となる。

### 行政区域変遷
- 変遷の年表

| 大越町町域の変遷（年表） | 大越町町域の変遷（年表） | 大越町町域の変遷（年表） |
| 年                       | 月日                     | 旧大越町町域に関連する行政区域変遷 |
| ------------------------ | ------------------------ | --- |
| 1889年（明治22年）       | 4月1日                   | 町村制施行により、以下の村が発足。 - 大越村 ← 上大越村・下大越村 - 七郷村 ← 堀越村・遠山沢村・永谷村・椚山村・門沢村・牧野村・栗出村 - 山根村 ← 関本村・小檜山村・堀田村・早稲川村・山根村 |
| 1942年（昭和17年）       | 2月8日                   | 大越村は町制施行し大越町になる。 |
| 1955年（昭和30年）       | 2月1日                   | 山根村は常葉町と合併し常葉町が発足。 |
| 1955年（昭和30年）       | 4月1日                   | 七郷村の一部（牧野・栗出）は大越町に編入。 |
| 1956年（昭和31年）       |                          | 常葉町の一部（早稲川の一部）は大越町に編入。 |
| 2005年（平成17年）       | 3月1日                   | 大越町は滝根町・常葉町・船引町・都路村とともに合併し田村市が発足。大越町は消滅。 |

- 変遷表

| 大越町町域の変遷表 | 大越町町域の変遷表 | 大越町町域の変遷表 | 大越町町域の変遷表  | 大越町町域の変遷表                          | 大越町町域の変遷表    | 大越町町域の変遷表 |
| 1868年 以前        | 1868年 以前        | 明治22年 4月1日    | 明治22年 - 昭和19年 | 昭和20年 - 昭和64年                         | 平成元年 - 現在       | 現在               |
| ------------------ | ------------------ | ------------------ | ------------------- | ------------------------------------------- | --------------------- | ------------------ |
|                    | 上大越村           | 大越村             | 昭和17年2月8日 町制 | 大越町                                      | 平成17年3月1日 田村市 | 田村市             |
|                    | 下大越村           | 大越村             | 昭和17年2月8日 町制 | 大越町                                      | 平成17年3月1日 田村市 | 田村市             |
|                    | 牧野村             | 七郷村 の一部      | 七郷村の一部        | 昭和30年4月1日 大越町に編入                 | 平成17年3月1日 田村市 | 田村市             |
|                    | 栗出村             | 七郷村 の一部      | 七郷村の一部        | 昭和30年4月1日 大越町に編入                 | 平成17年3月1日 田村市 | 田村市             |
|                    | 早稲川村の一部     | 山根村 の一部      | 山根村 の一部       | 昭和30年2月1日 常葉町 昭和31年 大越町に編入 | 平成17年3月1日 田村市 | 田村市             |

## 地域

### 教育
- 大越町立大越中学校
- 大越町立上大越小学校
- 大越町立下大越小学校
- 大越町立牧野小学校

## 交通

### 鉄道
- 東日本旅客鉄道
  - ■磐越東線
    - 大越駅

### 道路
- 高速道路
  - 磐越自動車道
    - 田村スマートIC
- 一般国道
  - 国道349号
- 主要地方道
  - 福島県道19号船引大越小野線
  - 福島県道57号郡山大越線
- 一般県道
  - 福島県道112号富岡大越線
  - 福島県道301号栗出菅谷線
  - 福島県道381号あぶくま洞都路線